# 萊克格斯杯

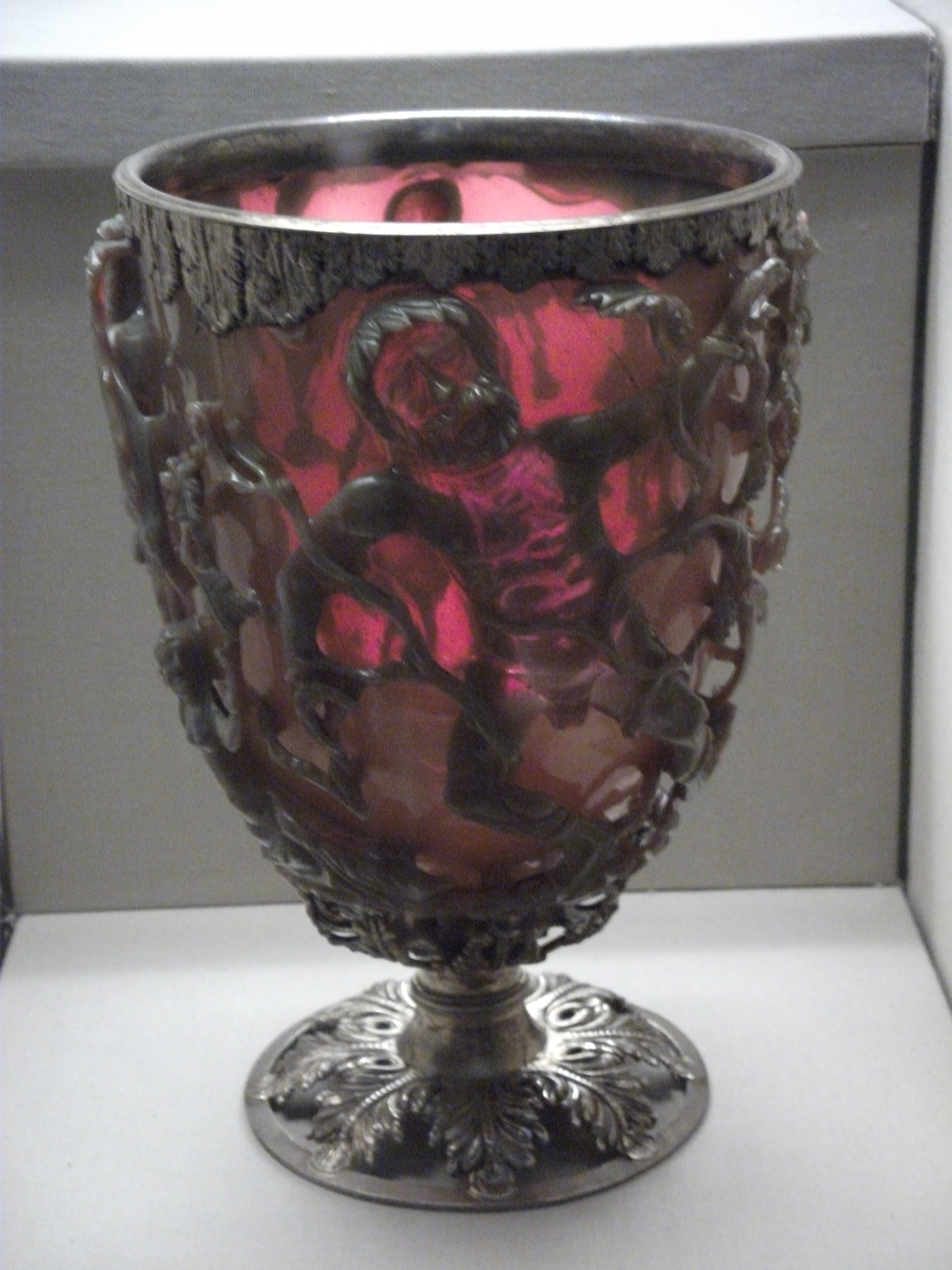

萊克格斯杯（Lycurgus Cup）是一個4世紀時的羅馬玻璃籠子杯，使用分色玻璃製作。按不同的光線方向，杯子呈現不同的顏色。若光線來自後方為紅色，前方時為綠色。萊克格斯杯是唯一完整的使用分色玻璃的羅馬玻璃製品，顏色變化也最明顯。

## 外部連結
- Short video showing colour changes （页面存档备份，存于）, when exhibited in Chicago in 2013, from YouTube
- Longer podcast （页面存档备份，存于）, made when in Chicago